# Lijst van Deense ministers van Defensie
Hieronder volgt een lijst van ministers van Defensie van Denemarken (Deens: Forsvarsminister).

## Ministers van Defensie van Denemarken (1982–heden)
| Minister van Defensie | Minister van Defensie   | Minister van Defensie          | Ambtstermijn      | Ambtstermijn      | Partij(en)                       | Premier(s)                          | Kabinet(en)         |
| --------------------- | ----------------------- | ------------------------------ | ----------------- | ----------------- | -------------------------------- | ----------------------------------- | ------------------- |
|                       |                         | Hans Engell (1948)             | 10 september 1982 | 10 september 1987 | DKF                              | Poul Schlüter (1982–1993)           | Schlüter I          |
|                       | Bernt Johan Collet      | Bernt Johan Collet (1941)      | 10 september 1987 | 4 juni 1988       | DKF                              | Poul Schlüter (1982–1993)           | Schlüter II         |
|                       |                         | Knud Enggaard (1929)           | 4 juni 1988       | 25 januari 1993   | VDL                              | Poul Schlüter (1982–1993)           | Schlüter III        |
| Schlüter IV           |                         | Knud Enggaard (1929)           | 4 juni 1988       | 25 januari 1993   | VDL                              | Poul Schlüter (1982–1993)           |                     |
|                       | Hans Hækkerup           | Hans Hækkerup (1945–2013)      | 25 januari 1993   | 20 december 2000  | SD                               | Poul Nyrup Rasmussen (1993–2001)    | P.N. Rasmussen I    |
| P.N. Rasmussen II     | Hans Hækkerup           | Hans Hækkerup (1945–2013)      | 25 januari 1993   | 20 december 2000  | SD                               | Poul Nyrup Rasmussen (1993–2001)    |                     |
| P.N. Rasmussen III    | Hans Hækkerup           | Hans Hækkerup (1945–2013)      | 25 januari 1993   | 20 december 2000  | SD                               | Poul Nyrup Rasmussen (1993–2001)    |                     |
| SD                    | Hans Hækkerup           | Hans Hækkerup (1945–2013)      | 25 januari 1993   | 20 december 2000  | P.N. Rasmussen IV                | Poul Nyrup Rasmussen (1993–2001)    |                     |
|                       |                         | Jan Trøjborg (1955–2012)       | 20 december 2000  | 27 november 2001  | P.N. Rasmussen IV                | Poul Nyrup Rasmussen (1993–2001)    | SD                  |
|                       |                         | Svend Aage Jensby (1940)       | 27 november 2001  | 24 april 2004     | VDL                              | Anders Fogh Rasmussen (2001–2009)   | A.F. Rasmussen I    |
|                       | Søren Gade              | Søren Gade (1963)              | 24 april 2004     | 23 februari 2010  | VDL                              | Anders Fogh Rasmussen (2001–2009)   | A.F. Rasmussen I    |
| VDL                   | Søren Gade              | Søren Gade (1963)              | 24 april 2004     | 23 februari 2010  | A.F. Rasmussen II                | Anders Fogh Rasmussen (2001–2009)   |                     |
| VDL                   | Søren Gade              | Søren Gade (1963)              | 24 april 2004     | 23 februari 2010  | A.F. Rasmussen III               | Anders Fogh Rasmussen (2001–2009)   |                     |
| VDL                   | Søren Gade              | Søren Gade (1963)              | 24 april 2004     | 23 februari 2010  | Lars Løkke Rasmussen (2009–2011) | L.L. Rasmussen I                    |                     |
|                       | Gitte Lillelund Bech    | Gitte Lillelund Bech (1969)    | 23 februari 2010  | 3 oktober 2011    | Lars Løkke Rasmussen (2009–2011) | L.L. Rasmussen I                    | VDL                 |
|                       | Nick Hækkerup           | Nick Hækkerup (1968)           | 3 oktober 2011    | 10 augustus 2013  | SD                               | Helle Thorning- Schmidt (2011–2015) | Thorning- Schmidt I |
|                       | Nicolai Wammen          | Nicolai Wammen (1971)          | 10 augustus 2013  | 28 juni 2015      | SD                               | Helle Thorning- Schmidt (2011–2015) | Thorning- Schmidt I |
| SD                    | Nicolai Wammen          | Nicolai Wammen (1971)          | 10 augustus 2013  | 28 juni 2015      | Thorning- Schmidt II             | Helle Thorning- Schmidt (2011–2015) |                     |
|                       | Carl Holst              | Carl Holst (1970)              | 28 juni 2015      | 30 september 2015 | VDL                              | Lars Løkke Rasmussen (2015–2019)    | L.L. Rasmussen II   |
|                       | Peter Christensen       | Peter Christensen (1975–2025)  | 30 september 2015 | 28 november 2016  | VDL                              | Lars Løkke Rasmussen (2015–2019)    | L.L. Rasmussen II   |
|                       | Claus Hjort Frederiksen | Claus Hjort Frederiksen (1947) | 28 november 2016  | 27 juni 2019      | VDL                              | Lars Løkke Rasmussen (2015–2019)    | L.L. Rasmussen III  |
|                       | Trine Bramsen           | Trine Bramsen (1981)           | 27 juni 2019      | 4 februari 2022   | SD                               | Mette Frederiksen (2019–heden)      | Frederiksen I       |
|                       | Morten Bødskov          | Morten Bødskov (1970)          | 4 februari 2022   | 15 december 2022  | SD                               | Mette Frederiksen (2019–heden)      | Frederiksen I       |
|                       | Jakob Ellemann-Jensen   | Jakob Ellemann- Jensen (1973)  | 15 december 2022  | 22 augustus 2023  | VDL                              | Mette Frederiksen (2019–heden)      | Frederiksen II      |
|                       | Troels Lund Poulsen     | Troels Lund Poulsen (1976)     | 22 augustus 2023  | heden             | VDL                              | Mette Frederiksen (2019–heden)      | Frederiksen II      |